# Raszewy (powiat jarociński)
Raszewy – wieś w Polsce położona w województwie wielkopolskim, w powiecie jarocińskim, w gminie Żerków. Wieś jest siedzibą sołectwa Raszewy, w którego skład wchodzi również miejscowość Podlesie.
W latach 1975–1998 miejscowość należała administracyjnie do województwa kaliskiego.
Przez Raszewy przebiega czarny szlak rowerowy, łączący Żerków przez Brzóstków, Śmiełów, Nową Wieś Podgórną, Czeszewo i Winną Górę z Miłosławiem.
Wieś położona jest na terenie Żerkowsko-Czeszewskiego Parku Krajobrazowego.

## Historia
O dawnym osadnictwie w tej okolicy świadczy znaleziony w 1882 roku skarb srebrny, zakopany po 1061 (znaleziono 136 całych oraz kilka połamanych monet czeskich, arabskich, węgierskich, niemieckich, oraz ozdoby i kawałki srebra o łącznej wadze 186 gramów, a także fragmenty zdobionego naczynia glinianego). W 1987 roku na stoku doliny Lutyni na powierzchni ok. 5 hektarów odkryto cmentarzysko ciałopalne (90 grobów) z początków epoki żelaza, pozostałe po ludności kultury łużyckiej.
Pierwsza wzmianka o wsi pochodzi z 1400 roku. W XV i XVI wieku należała ona do Zarembów, następnie krótko do rodziny Rajskich. W 1618 Raszewy przeszły w ręce Czarnkowskich. Pierwszym właścicielem wsi z Czarnkowskich był Adam Sędziwój.
Następnie wieś należała do Noskowskich, Gliszczyńskich, a następnie Ponińskich.
Antoni Poniński w 1798 sprzedał majątek żonie Antoniego Czarneckiego, Barbarze z Kwileckich, i od tej chwili aż do 1939 wieś znajdowała się w rękach tej rodziny. Czarneccy w 1892 założyli tu stadninę koni, które odnosiły spore sukcesy na krajowych i zagranicznych torach.
Po II wojnie światowej w Raszewach znajdował się PGR, a następnie ulokowano tu siedzibę dyrekcji Kombinatu PGR, gospodarującego na 5000 hektarów.

## Pałac
Pałac w stylu eklektycznym wybudowano w latach 1887-1890 dla hrabiego Zygmunta Czarneckiego według projektu Zygmunta Gorgolewskiego, wybitnego architekta polskiego. W fasadzie frontowej znajduje się piętrowy portyk z czterema półkolumienkami, a przed nim znajduje się duży ganek podcieniowy, nad którym znajduje się balkon. U góry, w tympanonie widnieje ozdobny kartusz z herbem Czarneckich Prus III, zaś z tyłu budynku, nad tarasem - z herbem Gozdawa żony Zygmunta Marii z Giżyckich hr. Czarneckiej. Po bokach wzniesione zostały płytkie, obramowane półkolumienkami skrzydła, które nadają budowli kształt litery C. We wnętrzach pałacu częściowo zachowały się dekoracje sztukatorskie, wśród nich także polichromia autorstwa Piotra Kubowicza. Przedstawia ona widoki pałaców należących do Czarneckich, a także kościół w Brzóstkowie.
Pałac stoi w parku krajobrazowym, którego twórczynią była Maria Czarnecka. Przed pałacem znajdują się zabytkowe lampy żeliwne.
W ostatnich latach park został w znacznym stopniu zaniedbany i trudno odnaleźć w nim elementy z czasów świetności.

Herb Prus III
Gozdawa (herb szlachecki)

## Grodzisko
Pozostałości grodziska widoczne są w dolinie, na prawym brzegu Lutyni, 1 kilometr na północny wschód od wioski, w odległości około 500 metrów od mostu, przez który przebiega droga Raszewy - Przybysław. Grodzisko to ma średnicę 55 metrów, i jest otoczone fosą o szerokości 3 - 5 metrów. Zostało ono w dość poważnym stopniu zniszczone w końcu XIX wieku. Wewnątrz wałów znaleziono zwęglone drewniane budowle, wzmacniające konstrukcję ziemną. Niedaleko odkryto także ślady osady przygrodowej z okresu wczesnego średniowiecza.
W dolinie Lutyni znajduje się też zespół stawów rybnych o powierzchni 50 hektarów.